# 雄大雲

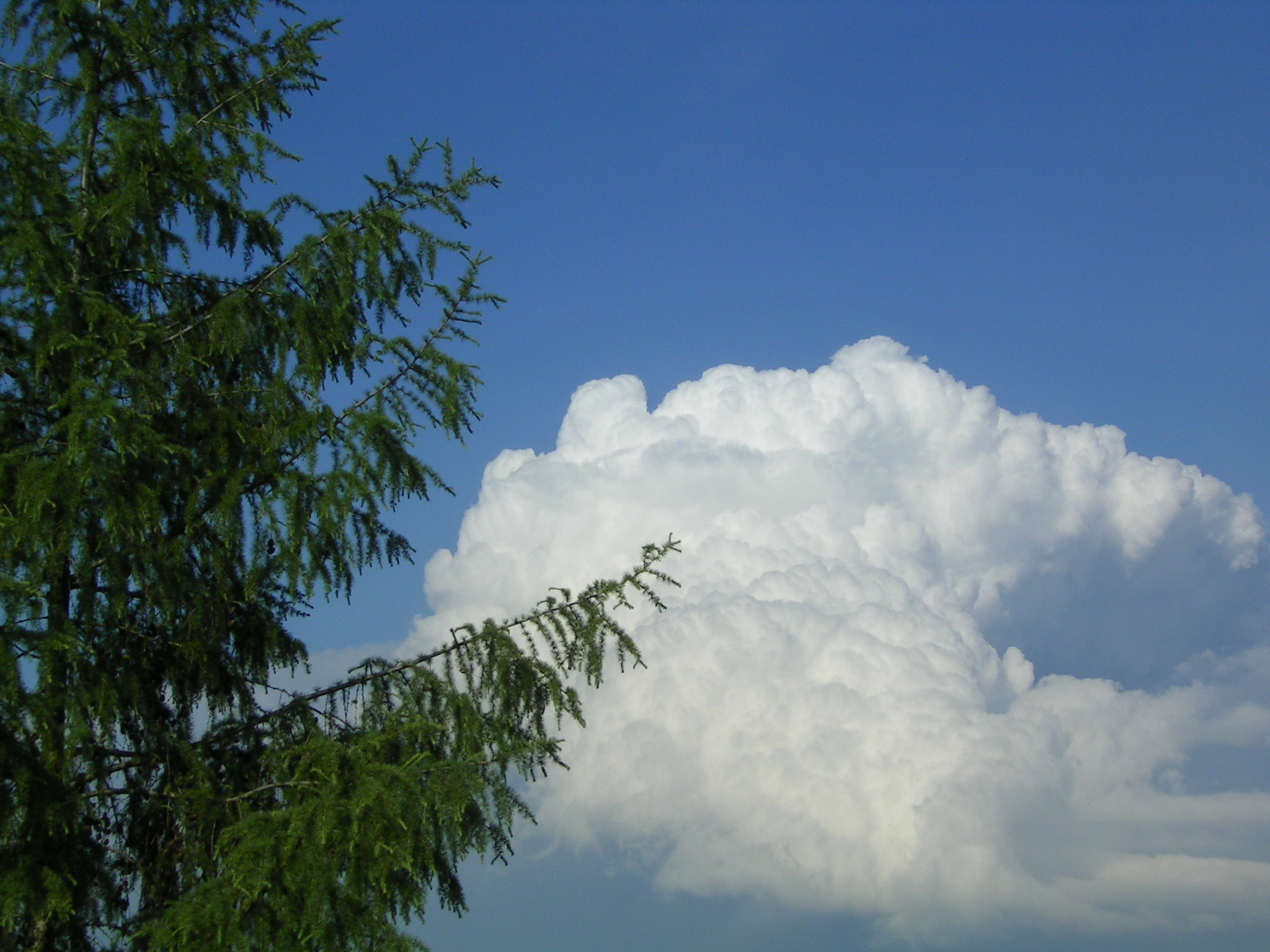
木の陰から望む雄大雲

雄大雲（ゆうだいうん、ラテン語学術名:congestus、略号:con）とは、積雲に見られる雲種の1つ。雄大積雲ともいう。積雲は発達の過程で3つの雲種に分類されるが、雄大雲はそのうち最後の段階である。大気の不安定による強い対流で垂直方向に大きく発達したもので、雲の上部がもこもこと盛り上がっているのが特徴。雲底からの高さは 2,000 m から 5,000 m 以上に達する。
雲の輪郭ははっきりとしている。カリフラワーのようにもこもことしたたくさんの膨らみがある上部は太陽光が当たると白く輝いて見え、対照的に雲底は水平で黒っぽい。
"congestus"はラテン語で「積み重ねる、積み上げる、蓄積する」を意味するcongerereの分詞で、これにちなんで名づけられた。
積雲は大気の不安定な層が厚く不安定度が高いと対流により成長する。上部が平べったい扁平雲は、雲頂が盛り上がり上に伸びて並雲、更に高く成長して雄大雲となる。
雄大雲が積乱雲と違うのは、雷（雷鳴や電光）や雹が確認されないこと、雲頂の少なくとも一部が輪郭がほつれたり毛状になっていないことである。
上方へ成長していく積雲では、内部で雲粒が雨粒へと成長していくが、雲が気温 0℃以下の層へ拡大してからしばらくすると、上部で氷晶の形成が始まる。氷晶はやがて、雪や霰（ときどき雹に成長する）の粒子へと成長し、同時に雷を引き起こすような雲内の帯電が起こっている。この段階では雄大雲はもう積乱雲へと変化している。雲頂の輪郭のほつれや雷は氷晶の形成が始まっていることを示している。
雄大雲は強い雨、驟雨、驟雪、雪霰などのしゅう雨性の降水を伴うことがある。熱帯では頻繁に雄大雲から驟雨が降る。
細長く伸びた雄大雲は上部が次々と横に分離していくことがあり、分離し流された雲の塊は急速に崩れていき、しばしば尾流雲を伴う。
雄大雲のほとんどは積雲の並雲から変化したものだが、稀に高積雲や層積雲の塔状雲から変化してできるものがある。